# Poospizopsis
Poospizopsis es un género de aves paseriformes perteneciente a la familia Thraupidae que agrupa a dos especies que habitan estepas y matorrales semidesérticos de altura en regiones andinas y puneñas del centro-oeste de Sudamérica y son denominadas comúnmente monteritas o dominiquíes.

## Taxonomía

### Descripción original
Este género fue descrito originalmente en el año 1893 por el ornitólogo alemán Hans von Berlepsch.

### Etimología
Etimológicamente el término Poospizopsis se construye con palabras en el idioma griego, en donde: poa, -as significa ‘hierba’, σπιγγος, σπιζα (spiza) es el nombre común del ‘pinzón vulgar’ (Fringilla coelebs) y οψις opsis es ‘apariencia’.

### Historia taxonómica y relaciones filogenéticas
Poospizopsis fue descrito por von Berlepsch para contener a Poospiza caesar, una especie que había sido descrita en el año 1969 por los zoólogos ingleses Philip Lutley Sclater y Osbert Salvin, si bien posteriormente a esa especie le fue restablecida su condición genérica original, quedando de este modo el género Poospizopsis como un sinónimo posterior del género Poospiza. Por consiguiente, las dos especies que integran Poospizopsis fueron tradicionalmente tratadas como integrantes del género Poospiza, hasta que en los años 2010, publicaciones de filogenias completas de grandes conjuntos de especies de la familia Thraupidae basadas en muestreos genéticos, que incluyeron varios marcadores mitocondriales y nucleares, permitieron comprobar que ambas formaban un clado alejado de dicho género, las que, además, compartían rasgos cromáticos, morfológicos y similitudes distribucionales y ambientales. Por esa razón se decidió recuperar de la sinonimia de Poospiza al género Poospizopsis y rehabilitarlo, para así ubicar esas dos especies en él. Poospizopsis es hermano de los géneros monotípicos Donacospiza y Cypsnagra, de los cuales divergió hace aproximadamente 3 Ma. El Comité de Clasificación de Sudamérica (SACC) aprobó esta modificación taxonómica en la Propuesta N° 730 parte 12.

## Especies
Según las clasificaciones del Congreso Ornitológico Internacional (IOC) y Clements Checklist v.2019, el género agrupa a las siguientes especies con el respectivo nombre popular de acuerdo con la Sociedad Española de Ornitología (SEO):
| Imagen | Nombre científico        | Autor                          | Nombre común           | Estado de conservación |
| ------ | ------------------------ | ------------------------------ | ---------------------- | ---------------------- |
|        | Poospizopsis caesar      | (P.L. Sclater & Salvin, 1869)  | monterita pechicastaña | LC                     |
|        | Poospizopsis hypocondria | (d'Orbigny & Lafresnaye, 1837) | monterita collareja    | LC                     |

## Características
Poospizopsis incluye pájaros de alrededor de 14 cm de longitud, con una semi capucha y dorso gris-parduzco o gris-negruzco, ceja y garganta blancas (marginada por malares negros), vientre y abdomen blancos u ocráceos, lados del vientre castaños y un collar pectoral, que puede ser también castaño o, en su defecto, gris. El pico es de color gris oscuro a negro. 

## Distribución y hábitat
Las especies de Poospizopsis se distribuyen en regiones altiplánicas y Andinas del sudeste del Perú, el oeste de Bolivia y el noroeste y oeste de la Argentina, llegando por el sur hasta el norponiente de la región patagónica de ese país. Habitan en ambientes semiáridos de quebradas y estepas arbustivas rocosas prepuneñas y puneñas, en altitudes entre 2500 y 4000 m s. n. m..